# Jamal Khashoggi
Jamal Ahmad Khashoggi (Medina, 13 de outubro de 1958 – Istambul, 2 de outubro de 2018) foi um jornalista saudita, autor e ex-gerente geral e editor-chefe da Al-Arab News Channel. Ele também serviu como editor do jornal saudita Al Watan, transformando-o em uma plataforma para os progressistas da Arábia Saudita. Após exilado nos Estados Unidos, passou a escrever uma coluna mensal no Washington Post.
Khashoggi fugiu da Arábia Saudita em setembro de 2017. Ele disse que o governo da Arábia Saudita o baniu do Twitter e mais tarde escreveu artigos de jornal com crítica ao governo. Khashoggi criticou fortemente o príncipe herdeiro da Arábia Saudita, Mohammad bin Salman, e o rei Salman da Arábia Saudita. Ele também se opôs à intervenção no Iêmen, liderada pela Arábia Saudita.
Em 2 de outubro de 2018, Khashoggi foi até o consulado da Arábia Saudita em Istambul, na Turquia, mas não saiu do prédio. Em meio a reportagens alegando que ele havia sido morto e desmembrado no interior, uma inspeção do consulado, por autoridades da Arábia Saudita e da Turquia, ocorreu em 15 de outubro. Inicialmente, o governo da Arábia Saudita negou a morte mas, em 20 de outubro, admitiu que o mesmo morreu em uma briga.

## Vida e educação
Jamal Khashoggi nasceu em Medina em 1958. Seu avô, Muhammad Khashoggi, que era de origem turca (Kaşıkçı), casou-se com uma mulher da Arábia Saudita e foi médico pessoal do rei Abdulaziz Al Saud, o fundador do reino da Arábia Saudita. Khashoggi é sobrinho do falecido comerciante de armas da Arábia Saudita, Adnan Khashoggi, conhecido por seu papel no Caso Irão-Contras, que segundo estimativas, teria um património líquido de US$ 4 bilhões no início dos anos 80. O primo de Jamal Khashoggi, Dodi Fayed, namorava a princesa Diana do Reino Unido quando os dois foram mortos em um acidente de carro em Paris.
Ele estudou seu ensino fundamental e médio na Arábia Saudita e obteve um diploma de bacharel em administração de empresas pela Indiana State University, nos Estados Unidos, em 1982.

### Morte
Khashoggi entrou no consulado da Arábia Saudita em Istambul em 02 de outubro de 2018 e não foi visto saindo do prédio. Fontes anônimas da polícia turca alegaram que ele foi assassinado e desmembrado dentro do consulado. O governo da Arábia Saudita alegou inicialmente que Khashoggi deixou o consulado vivo por meio de uma entrada traseira, mas a polícia turca diz que nenhum circuito fechado de televisão o registrou saindo do consulado. Em 15 de outubro, uma inspeção do consulado foi conduzida por autoridades sauditas e turcas. As autoridades turcas encontraram evidências do assassinato e adulteração durante a busca pelo corpo de Khashoggi. Sua morte não foi confirmada por autoridades da Arábia Saudita, mas algumas fontes informaram à imprensa que ele morreu enquanto era interrogado por agentes da família real da Arábia Saudita. Após grande desgaste diplomático, em 20 de outubro, o governo da Arábia Saudita admitiu que o jornalista morreu em uma briga após ter sido estrangulado. Em novembro, um relatório da CIA, divulgado na imprensa americana, concluiu Mohammad bin Salman de ter ordenado a morte de Khashoggi, o que causou furor internacional e tensões diplomáticas.